# 마거릿 대처
마거릿 힐더 대처(영어: Margaret Hilda Thatcher 마거릿 힐다 새처[*], LG, OM, 1925년 10월 13일 ~ 2013년 4월 8일)는 1979년부터 1990년까지 영국의 총리를 지낸 정치인이자, 영국 최초의 여성 보수당 당수이다. 집권 후 긴축재정을 실시하였고, 물가 인상 억제, 소득세 감면, 소비세와 간접세 증가, 은행 금리와 이자율 증가, 정부 규모 축소, 실력 성과제도 도입, 민간 기업의 업무 간소화 등을 추진하였다.
영국 옥스퍼드 대학교의 서머빌 칼리지에서 법학과 화학을 전공하고, 1959년 보수당 영국 하원 의원에 당선되어 정계에 입문하였다. 이후 1961년∼1964년 연금ㆍ국가보험 정무담당 차관, 1970년~1974년 보수당 히스 내각의 교육부장관, 과학부장관을 지내었다. 1975년에는 보수당의 당수로 선출되어 영국 최초의 여성 당수가 되었다. 1979년 총선거에서는 노동당의 제임스 캘러헌 전 수상을 누르고 승리하여 첫 여성 총리가 됐다. 1982년 아르헨티나와의 포클랜드 전쟁에서 승리했다. 이후 지속적으로 국민의 지지를 얻어 1987년 총선거에 의해 3선에 성공하였고, 20세기 영국 총리 중 가장 긴 11년 7개월의 재임기간을 지낸 최장수 총리이다.
철의 여인(Iron Lady)으로 유명하며, 그녀의 이야기를 담은 영화 《철의 여인》이 있다.

## 생애

### 어린 시절

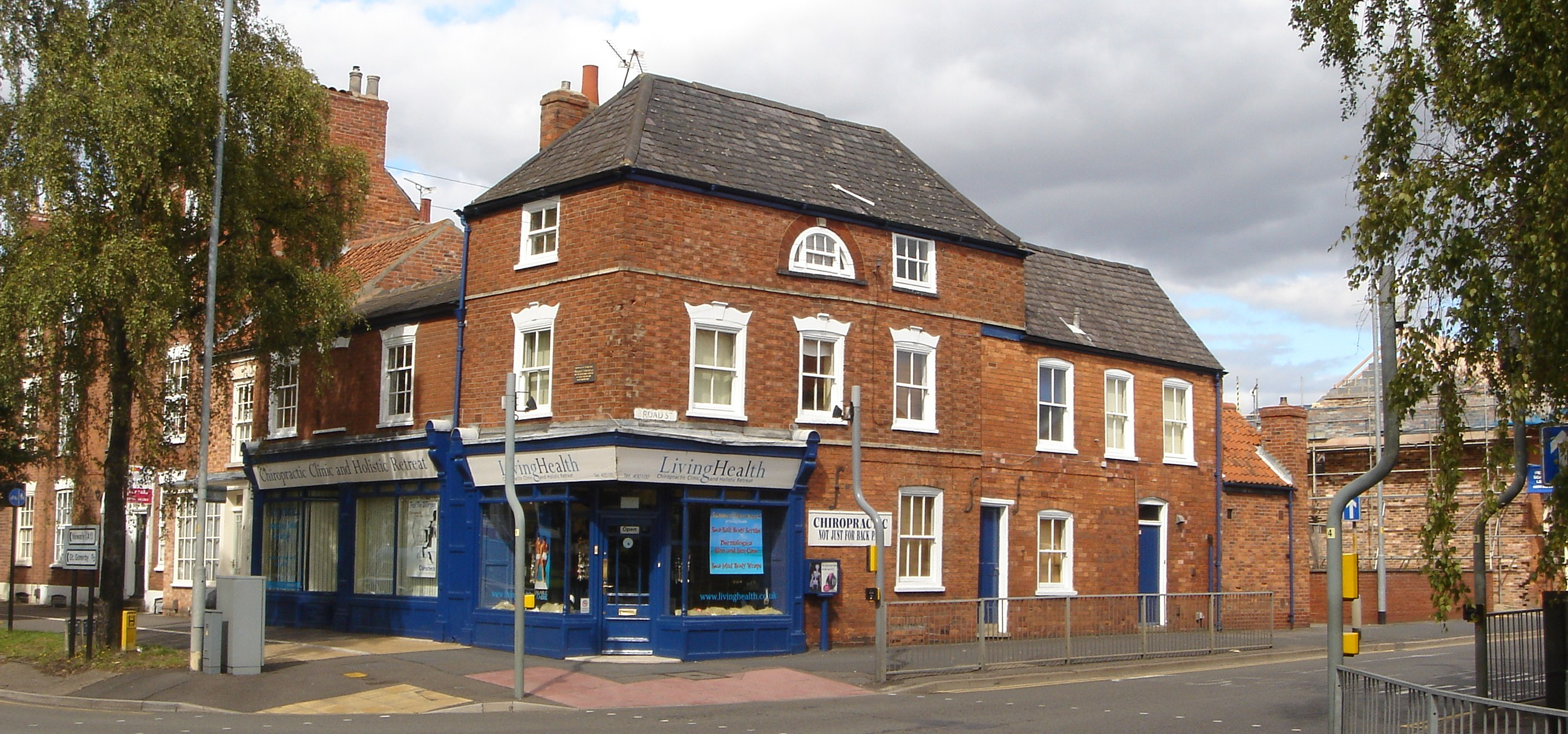
대처의 생가

1925년 10월 13일 링컨셔주 그랜샘에서 식료품집 둘째 딸로 태어났다. 결혼 전 성은 로버츠(Roberts)이다. 어린 시절을 그랜샘에서 보냈는데, 그곳에서 아버지는 식료품점 2곳을 운영했다. 일각에서 그녀 집안이 생계를 이어가기 어려울 만큼 극도로 가난한 것처럼 묘사하지만, 그녀는 생각처럼 가난한 게 아니었다고 한다. 아버지 알프레드 로버츠는 현지 명사이며, 시장을 지내기도 했다. 대처 생가는 대대로 독실한 감리교 신자이며, 생가 가훈이었던 "검소 검약", “자기책임”, “자조노력” 정신은 대처도 뚜렷하게 계승했다. 대처는 아버지 알프레드를 매우 존경했고, “인간으로서 필요한 것은 모두 아버지에게서 배웠다”라는 말을 자주 했다.

### 대학 시절
옥스퍼드 대학교 시절에는 프리드리히 하이에크의 경제학에도 심취해 있었다. 그때 품은 경제에 대한 생각이 이후의 신자유주의 경제 개혁(소위 대처리즘)의 원류가 되었다. 1947년 옥스퍼드 대학교 화학과를 졸업했다. 독학으로 법률을 공부해, 29세 때 변호사 시험에 합격했다.

## 정치 활동

### 하원 의원
1959년 보수당 공천으로 출마하여 영국 하원의원에 당선되어 정계에 뛰어들었고, 1970년 당시의 에드워드 히스 총리에 의해 교육부 장관에 임명되었다. 1975년 영국에서는 처음으로 보수당 여성당수가 되었다.
1950년, 보수당에서 하원의원 선거에 출마했지만 낙선했다. 이듬해 1951년에는 10세 연상의 데니스 대처와 결혼하고 법률 공부를 시작한다. 1954년에 변호사 자격을 취득했다. 또한 이 당시는 여성의 권리 확대를 강하게 호소했다. 1959년에 하원의원에 첫 당선, 1970년에 히스 내각에서 교육과학부 장관을 맡는다. 이때 교육 관련 예산을 삭감할 필요에 직면한 대처는 학교에서 우유 무상급식 폐지를 결정하고 “마거릿 대처, 우유 강탈자”(Margaret Thatcher, Milk Snatcher)로 비난을 받으며, 맹렬한 항의의 폭풍을 일으켰다. 그는 교육시설물 개보수와 교원 인건비를 절감할 수는 없다고 맞대응했다.

### 당대표

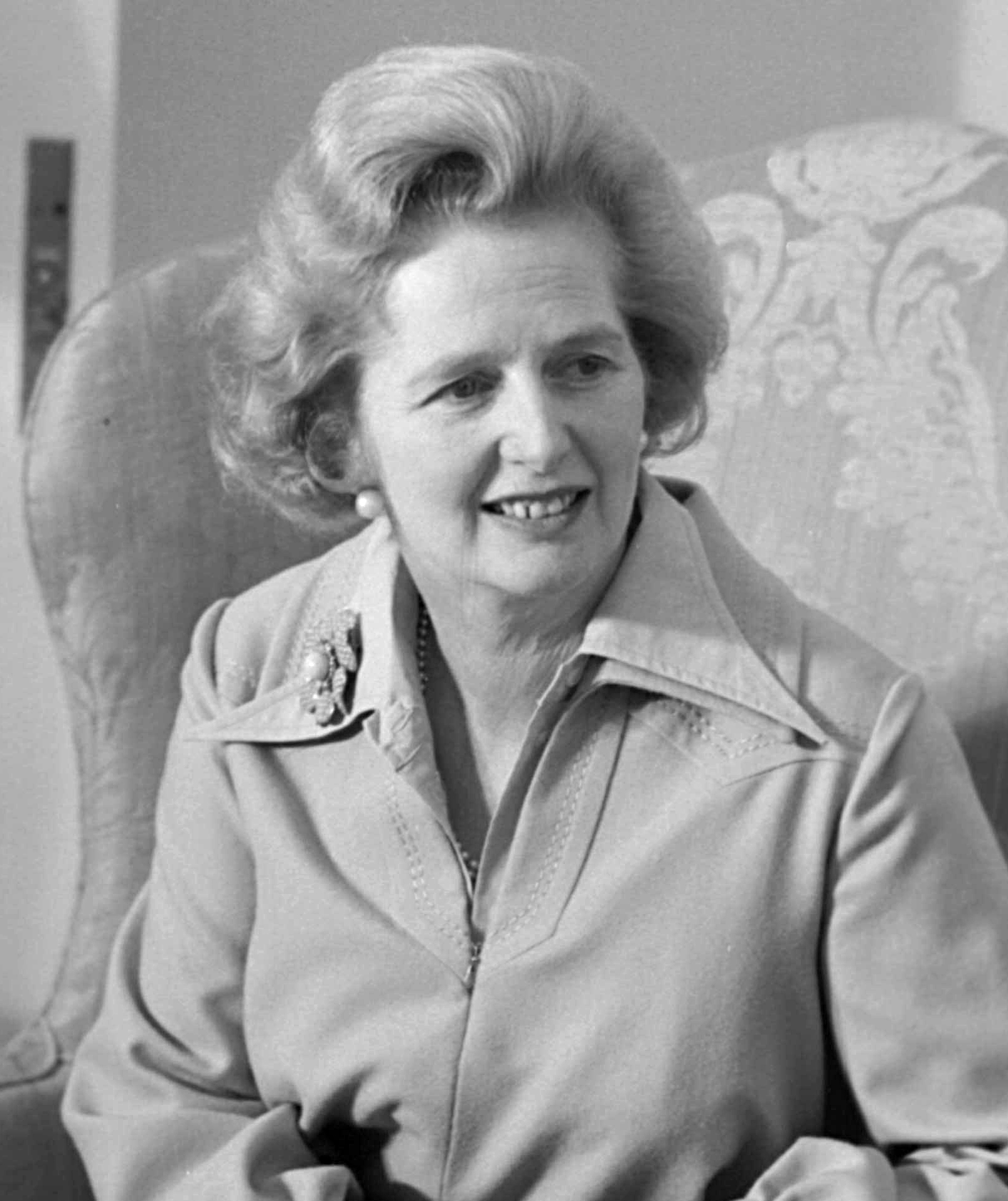
야당 대표 시절의 대처

1974년 선거에서 보수당은 패배를 당했고, 이듬해 1975년 2월 보수당 당대표 선거가 실시된다. 원래 대처는 당내 우파의 키스 요셉을 지지했지만, 조셉은 수많은 문제성 발언을 야기해 당 안팎에서 반발을 받자 출마를 포기했다. 따라서 우파에서 대처가 출마한다. 교육과학부 장관의 경험 밖에 없는 대처의 당대표 선거 출마를 걱정하는 목소리도 많았지만, 에드워드 히스를 물리치고 보수당 대표로 취임한다. 같은 해 영국을 포함한 전 35개국에서 체결하여 채택된 〈헬싱키 선언〉을 통렬하게 비판했다.
반면 소련의 국방부 기관지 〈크라스나야 즈붸즈다〉(빨간별, Красная звезда (газета) : 현재에도 러시아 국방부 기관지로 발행)"는 1976년 1월 24일 문제의 기사 속에서 대처를 ‘철의 여인’이라고 비난했다. 아이러니하게도 이 ‘철의 여인’의 통칭을 대처 자신도 마음에 들어했으며, 모든 미디어에서 다루어졌기 때문에 대처의 대명사로 자리 잡았다.

### 총리 재직 시절

레이건과 대처

1979년부터 11년간 영국 최초의 여성 총리로 재임했다. 집권 후 긴축재정을 실시하여 물가 인상을 억제하였다. 이후 대처는 직후 소득세 감면, 제품에 부과된 특별소비세를 비롯한 소비세와 간접세 증가, 은행 금리와 이자율 증가, 정부 규모 축소 등을 추진했다. 또한 근무기간에 따른 연공서열제도를 폐지하고 실력 성과제도를 도입하였으며 무능력자 및 부패혐의자는 무조건 해임, 파면 등의 정책을 실시하였다. 또한 정부의 규모를 축소시켜 각종 세금의 낭비를 줄였고, 전산화와 기계 생산 설비의 보급 등 민간 기업의 업무 간소화 추진 등을 추진하였다. 이로서 세금과 각종 비용의 감소 효과를 불러와 영국의 전체적 경제 성장률을 마이너스에서 플러스로 회복시키고, 인플레이션을 잡게 되었다. 그녀가 펼친 경제 정책은 신자유주의에 기반을 두었다. 또한 인플레와 노사분규로 인해 침체된 영국 경제를 회복하기 위한 방안 즉, 대처리즘을 내세웠다. 이 정책은 동시대의 정치 외교적 동지였던 미국 레이건 대통령의 정책인 레이거노믹스와 많은 점에서 공통점을 가지고 있다.
정치적으로는 철저히 반공주의를 추구했다. 하지만 맹목적인 보수주의는 아니라 사상, 출판, 신념의 자유를 보장했다. 그의 정책은 영국 국내, 사회면에서는 보수주의와 자유주의가 혼재되었지만, 경제분야에서는 자유주의를 지향하였다. 하지만 공산주의나 사회주의에는 강하게 적대적이었다. 그래서 소련에 의해 '철의 여인'이라는 별명이 지어졌다. 앨런 무어는 《브이 포 벤데타》에서 대처리즘의 극단적인 자유주의와 보수주의적 면모를 비꼬았다.
경제적으로는 과감한 시장주의 경제를 도입하여 영국을 영국병으로부터 구하고자 했다. 장기간 이어진 석탄 노동자와 철강 노동자 파업을 진압하고, 주요 국영 기업을 민영화했으며 사회 복지 대상자의 심사를 엄격히하고, 복지 혜택을 감축했다. 외교적으로는 미국과 우호관계를 심화하면서 유럽 공동체(European Community)의 경제 공동체 이상의 발전에는 반대하였고, 1982년 아르헨티나의 침공으로 발발한 포클랜드 전쟁을 승리로 이끌었다.
그녀의 정책은 토니 블레어 총리 시절의 영국의 경제 호황의 밑바탕이 됐다고 인정받고 있으나, 반대측에서는 빈부 및 지역 격차, 영국 제조업의 붕괴를 초래했다고 비판한다. 또한 대처의 경제 개혁 정책은 당시 영국의 경제 문제를 뿌리부터 해소하지 못했다는 비판 역시 받고 있다. 한편, 1982년 아들 마크가 파리 다카르 랠리에서 실종된 뒤 구조됐는데, 이로 인해 철의 여인으로 불리던 대처가 눈물을 보이는 모습을 보이기도 하였다.

## 정계 은퇴 이후

### 정계 은퇴
1990년 유럽 통합 여론이 나오자 마거릿 대처는 이를 반대하였다. 이후 대처는 줄곧 유럽 연합 참여 반대 입장을 고수하던 중 보수당 지도부의 반발을 사게 되었다. 그해 11월 보수당 당수 경선에 나섰다가 1차 투표에서 당선에 실패하자, 1990년 11월 보수당 당수직 및 총리직에서 사퇴하였다. 이후 필립 모리스사 고문이 되었고, 1993년 미국 버지니아주의 윌리엄 앤 메리 대학교 총장으로 초빙되어 2000년까지 재직하였다.
한편 아르헨티나의 포클랜드 제도 탈환에 영국이 맞대응하도록 한 장본인으로 이 맞대응으로 인하여 포클랜드 전쟁이 발발했다. 이 때문에 그가 퇴진한 직후부터 포클랜드 제도를 반환하자는 여론이 일부 제기되었고, 마거릿 대처가 사망하자 영국이 아르헨티나에 포클랜드 제도를 반환할 가능성이 높아졌다. 여기에 교황마저 아르헨티나 출신의 프란치스코가 교황으로 선출되면서 영국이 아르헨티나에 포클랜드 제도를 반환할 가능성이 더 높아졌다.

### 별세

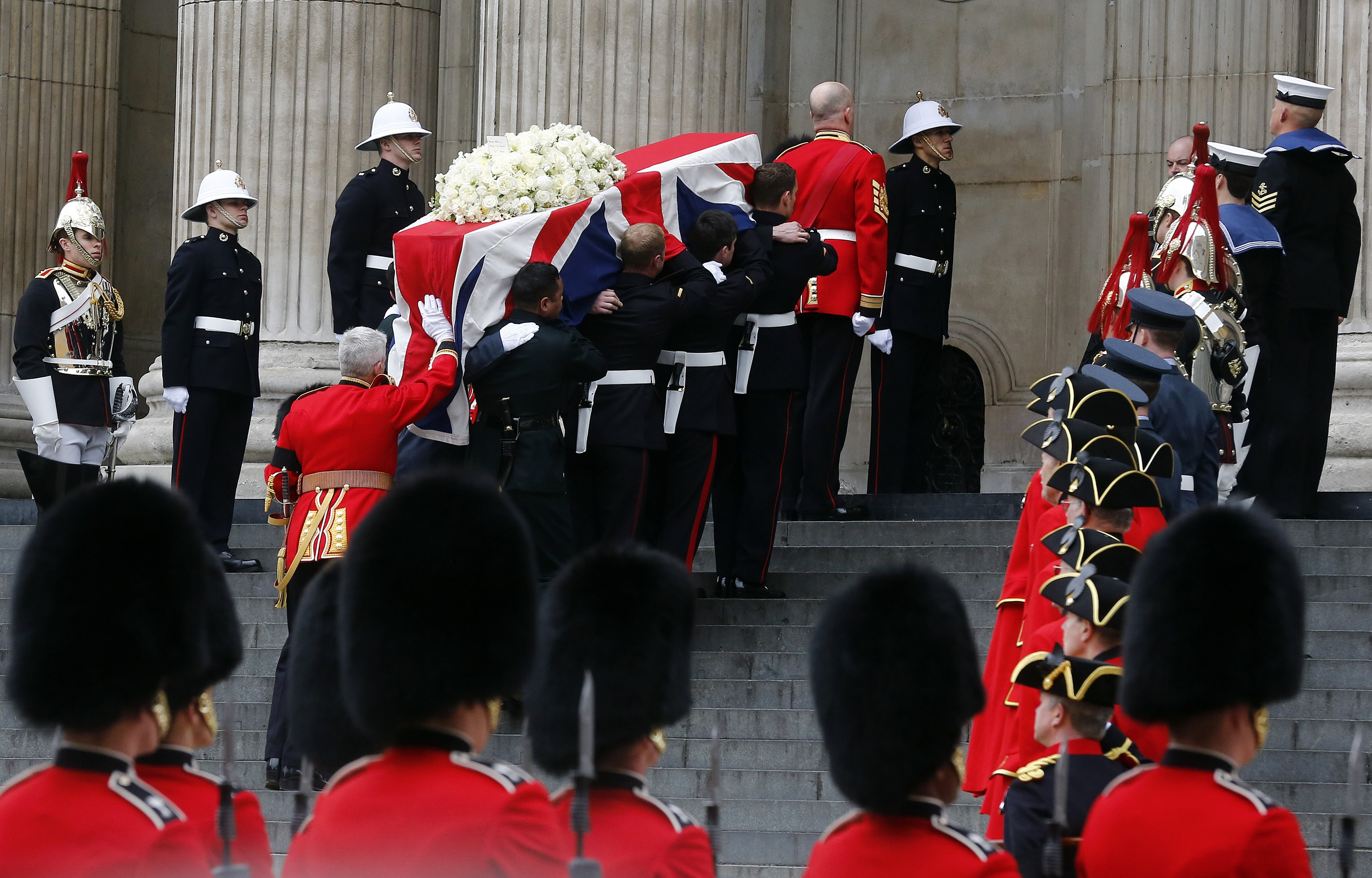
대처의 장례식

대처는 2002년 경미한 뇌졸중을 겪은 이후 대외 활동을 자제하고 자택에 칩거하였고, 2003년 남편 데니스가 별세하였다. 2012년 방광에 생긴 종양을 제거하는 수술을 받았으나, 2013년 4월 8일 향년 87세로 별세했다. 마거릿 대처가 별세하자 영국의 반응은 극명하게 갈렸는데, 마거릿 대처가 영국의 수상임에도 불구하고 대처의 민영화 남발에 불만을 크게 품은 일부 사람들은 마거릿 대처의 죽음을 '쌤통'이라며 자축하거나 "마거릿 대처의 장례식도 민영화해야 한다"고 주장하기도 했다. 이와 반대로 영국의 호황을 이끌어낸, 영국을 대표하는 수상으로 평가하며 그녀의 죽음을 애도하는 사람들 또한 있었다. 저서로는 《권력에로의 길》이 있다.

## 평가
사회학자 송호근은 기술관료적 성격을 갖는 정치인이라면 불가능했을 사회혁신을 특유의 정치력으로 밀어붙인, "카리스마적인 정치지도자" 중 한 명으로 대처 수상을 언급했다. 국민소득 1만 달러 시점에 분배구조와 복지개혁에 주력하며 노사협력 제도를 창안해 정착시키고, 사회적 투명성과 합리성을 증진하는 제도는 물론 상호신뢰를 높이는 각종 제도를 도입했던 선진국 지도자들 중 하나라는 것이다.
다만 민영화 남발과 각종 정책의 실책, 그리고 아들인 마크 대처의 범죄행위와 아파르트헤이트 및 칠레의 독재자인 아우구스토 피노체트 옹호 등으로 많은 비판이 있는 인물이며 마거릿 대처가 사망한 당일 영국에서는 축하 파티를 벌일 정도로 마거릿 대처를 부정적으로 보는 영국인들도 많다.
개인적으로는 가정에 문제가 많았으며 자녀교육에 크게 실패했다. 아들 마크 대처는 무기 밀매, 쿠데타 조장, 내전 관여 등으로 인해 위험인물로 지목되었으며, 중동하고 아프리카 최대의 골칫거리가 되었다.

## 서훈 경력
- 1991년 오더 오브 메리트(Order of Merit, OM)
- 1992년 남작 작위(Baroness Thahcher of Kesteven) 서임, 상원 의원(보수당)
- 1995년 가터 훈장(The Order of the Garter, LG)

## 같이 보기
- 여성 국가 지도자